# Neoenchytraeus fenestratus
Neoenchytraeus fenestratus är en ringmaskart som beskrevs av Eisen 1878. Neoenchytraeus fenestratus ingår i släktet Neoenchytraeus och familjen småringmaskar. Inga underarter finns listade i Catalogue of Life.